# Aphaenogaster gamagumayaa
Aphaenogaster gamagumayaa (лат.) — пещерный вид муравьёв (Formicidae) рода Aphaenogaster из подсемейства Myrmicinae. Эндемик Японии и второй в мире троглобионтный вид муравьёв.

## Этимология
Видовое название A. gamagumayaa на рюкском языке означает пещерный обитатель.

## Распространение
Южная Япония (Рюкю): остров Окинава. Все рабочие муравьи были собраны глубоко внутри известняковой пещеры с гуано летучих мышей, примерно в 20 м от входа в пещеру (вероятно из одного муравейника). Площадь пещеры около 25 м2 (2—3 м в высоту). Солнце туда не проникают и зал полностью тёмный, и в течение периода исследования (с августа по октябрь 2017 года) он был последовательно более прохладным (<25 ° C днем), чем внешний периметр пещеры (28—32 ° C). Пещера не содержит бассейнов или ручьев, но обстановка обычно влажная, а субстрат — глинистая почва.

## Описание
Мелкие мирмициновые муравьи, длина стройного около 5 мм, жёлтого цвета. Отличается от другого восточноазиатского вида более вытянутым узким стройным телом, очень длинными ногами и усиками, редуцированными глазами. Среди японских видов наиболее сходен с Aphaenogaster irrigua Watanabe & Yamane, 1999, который был описан с архипелага Рюкю. Он отличается от A. irrigua более светлой жёлтой окраской и мелкими глазами (длина глаза EL = 0,19 x TmL против 0,38 x TmL у A. irrigua), базальный край мандибул со слабой зубчатостью, и скапус более вытянутый и узкий (длина скапуса SL = 2,28 x от ширины головы HW против 1,53 x HW у второго вида). Усики 12-члениковые, булава из 4 сегментов. Стебелёк между грудкой и брюшком состоит из двух члеников: петиолюса и постпетиолюса (последний четко отделен от брюшка). Муравьи были найдены в нижней части (на дне) пещеры с гуано летучих мышей. Некоторые рабочие муравьи были замечены, перетаскивающими частички этого гуано. При приближении человека муравьи останавливались, двигали усиками, оценивая обстановку и скрывались в отверстиях на дне пещеры.
Вид был впервые описан в 2018 году японскими энтомологами Такеру Нака (Takeru Naka, Okinawa-shi, Okinawa) и Мунетоси Маруяма (Munetoshi Maruyama; The Kyushu University Museum, Higashi-ku, Фукуока, Япония).
Ранее был известен только один истинно троглобионтный вид муравьёв: Leptogenys khammouanensis Roncin & Deharveng, 2003 из Лаоса. Другие виды (в том числе, Aphaenogaster cavernicola  Donisthorpe, 1938 (Индия), A. cardenai  (Espadaler, 1981) (Испания), A. cecconii  Emery, 1894 (Крит), Nylanderia myops  (Mann, 1920) (Куба) и N. pearsei  Wheeler, 1938 (Мексика) наблюдались как в пещерах, так и за пределами пещер, и они не обладают характерными троглобионтными признаками.